# Tour de Boussine
Tour de Boussine – szczyt w Alpach Pennińskich, w masywie Grand Combin. Leży w południowej Szwajcarii w kantonie Valais, blisko granicy z Włochami. Szczyt można zdobyć ze schroniska Cabane de Chanrion (2462 m).
Pierwszego wejścia dokonał J.J. Weilenmann w 1867 r.